# Sioule
Die Sioule [sjul] ist ein linker Nebenfluss des Allier im Süden Frankreichs.

## Flusslauf
Die Sioule entspringt an der Nordseite der Monts Dore, im Gemeindegebiet von Vernines im Regionalen Naturpark Volcans d’Auvergne im französischen Zentralmassiv. Sie fließt in überwiegend nordnordöstlicher Richtung und mündet nach rund 164 Kilometern südlich von Monétay-sur-Allier als linker Nebenfluss in den Allier. Dabei verläuft sie etwa 20 km westlich der Großstadt Clermont-Ferrand. Auf ihrem Weg durchquert der Fluss die Départements Puy-de-Dôme und Allier.

## Nebenflüsse
| Linke Nebenflüsse: - Sioulot, 18 km - Miouze, 26 km - Sioulet, 46 km - Chalamont, 16 km - Veauce, 15 km - Bouble, 65 km - Gaduet, 18 km - Douzenan, 22 km | Rechte Nebenflüsse: - Gorce, 16 km |

## Orte am Fluss
- Pontgibaud
- Les Ancizes-Comps
- Châteauneuf-les-Bains
- Ébreuil
- Chouvigny
- Saint-Germain-de-Salles
- Saint-Pourçain-sur-Sioule

## Sehenswürdigkeiten

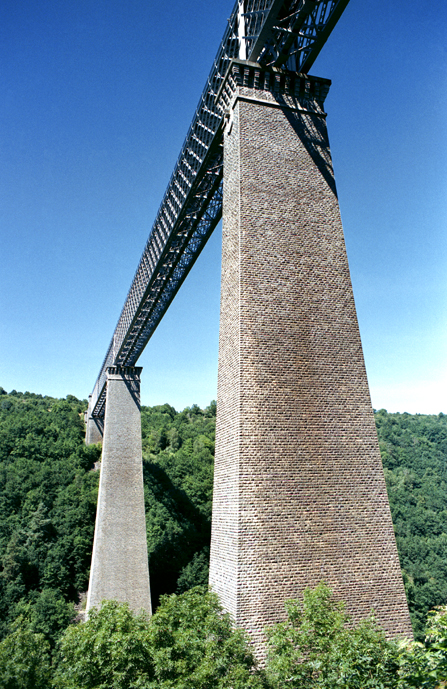
Viaduc des Fades

Das Viaduc des Fades, mit 132,5 m höchstes Eisenbahnviadukt Frankreichs, überspannt das Tal der Sioule.